# تلفزيون + (تشيلي)
تلفزيون + (تشيلي) هي قناة تلفزيونية خاصة تشيلية، تنتمي إلى شركة ميديا 23 Spa، المرتبطة بـ ديزني. تعتبر أقدم قناة تلفزيونية في تشيلي، وأسستها الجامعة البابوية الكاثوليكية في فالبارايسو، تحت اسم أوصت به (UCV TV)، حتى بيعها في عام 2018.